# ウッディジョー
株式会社ウッディジョー（英: WOODYJOE Co.,Ltd.）は、日本の木製模型メーカー。本社は静岡市駿河区にある。木型のみを扱う模型メーカーで、帆船模型、寺院などの建築物や神輿などの模型を手がける。木型はレーザーを使い切断、細かい部品まで忠実に再現し縮小している。社名は創業者の名字「常木」の「常（ジョー）、木（ウッディ）」に由来。

## 沿革
- 1947年（昭和22年） - 常木好一郎（現社長、常木則男の父）が母体の「常木教材」創業[4]。主に木製模型や教材を製作し、三ツ星、ブンカ、ハセガワ、青島文化教材社、タミヤ、フジミなどに卸していた。プラモデルが流行り始めると則男の叔父がプラスチックを扱う野田化学を創業し今井科学などの製品を扱う。則男もここで働くようになるが激務で体を壊し家業に戻る。
- 2002年（平成14年） - イマイ（旧今井科学）の木製模型部門を引き取る形でウッディジョー創業[5]。